# 鉄道敷設法別表第2号ノ2
鉄道敷設法別表第2号ノ2は、1922年（大正11年）4月11日に公布・施行された「鉄道敷設法」（大正11年法律第37号）別表に定められていた条文の一つで、1953年（昭和28年）8月1日に公布・施行された「鉄道敷設法等の一部を改正する法律」（昭和28年法律第147号）よって、鉄道敷設法別表に追加された条文である。
現在の青森県東津軽郡外ヶ浜町字三厩付近から北海道松前郡福島町字福島付近までを結ぶ計画で、戦後、具体化した青函隧道計画と一元化され、その西側ルートにおける予定線ともなった。
全区間、北海道旅客鉄道海峡線として営業され、また、津軽海峡の海底に建設された世界一長い海底鉄道トンネル・青函トンネル（全長53.85km）を経由して本州と北海道とを結ぶ津軽海峡線の一部区間として、重要な役割を担っている。

## 原文
青森縣三厩附近ヨリ渡島國福島附近ニ至ル鐡道

## 開業区間

### 北海道旅客鉄道海峡線
- 1988年（昭和63年）3月13日
  - 北海道旅客鉄道海峡線として、中小国 - 木古内間87.8kmが開業し、全区間開業。
  - 津軽海峡線の愛称の使用を開始。
- 北海道旅客鉄道海峡線 津軽今別 - 木古内間74.8kmの一部区間に北海道旅客鉄道北海道新幹線用の1435mmの線路が敷設され、三線軌条となる。

## その他・特記事項
この「鉄道敷設法」別表第2号ノ2に基づき建設され開業した北海道旅客鉄道海峡線は、1970年（昭和45年）5月18日に公布・施行された「全国新幹線鉄道整備法」（昭和45年法律第71号）第7条に基づき、日本政府が1973年（昭和48年）11月13日に整備計画を決定した北海道旅客鉄道北海道新幹線青森市 - 札幌市間のルートの一部ともなる事から新幹線規格で建設された事実上のスーパー特急方式となっている。
2015年（平成27年）度の先行開業を目指し、2005年（平成17年）5月22日に北海道新幹線 新青森 - 新函館（仮称、現・新函館北斗）間が着工した事に伴い、北海道新幹線との共用区間となる津軽今別（現・奥津軽いまべつ） - 木古内間74.8kmの一部区間は、既に北海道新幹線用の1435mmの線路が敷設され、海峡線用の1067mmの線路との三線軌条となっている。